# Symfonie (Dunhill)
Thomas Dunhill werkte aan zijn enige Symfonie van 1914 tot 1916
De symfonie kent een klassieke vierdelige opbouw:
1. Moderato
2. Prestissimo (afgerond 24 december 1915)
3. Adagio non troppo (5 september 1914)
4. Allegro (19 juni 1916).

Uit bovenstaande jaartallen blijkt dat de symfonie is gecomponeerd in de aanloop en gedurende de eerste jaren van de Eerste Wereldoorlog. Dat is aan de symfonie op zich niet te merken. De symfonie is geworteld in de traditie van de klassieke muziek van de 19e eeuw en klinkt opgeruimd; alleen deel drie is iets somberder van klank; en men dacht dat de oorlog spoedig zou eindigen. Feit is dat de meeste muziek van Dunhill zich bevond op de scheidslijn tussen lichte muziek en klassieke muziek. In dat kader kan zijn symfonie als een van zijn meest serieuze composities gezien worden. Dat deel (3) het serieust is, is te wijten aan de Slag bij de Marne die toen uitgevochten werd en waar Dunhill’s vriend en cellist Edward Mason het leven liet.
Het werk werd ook toen als te licht beoordeeld; de première vond pas veel later plaats en niet eens in Engeland zelf. Dunhill dirigeerde een programma met Engelse muziek in Belgrado 28 december 1922. Hij was er op uitnodiging van twee Servische vrienden. Pas op 19 april 1923 volgde de Engelse première en weer onder leiding van de componist zelf; het orkest was de voorloper van het Bournemouth Symphony Orchestra, Dan Godfrey’s Bournemouth Municipal Orchestra. Het is daarna nog een paar keer uitgevoerd en voor het laatst was het te horen tijdens een concert op 16 april 1935, dirigent Claude Powell; op het programma stonden nog twee vergeten componisten: Joseph Holbrooke en Alice Verne-Bredt met haar mis in Es.
Daarna belandde de symfonie op de planken, maar krijgt anno 2007 aandacht in een serie rond vergeten Britse klassieke muziek uit het begin van de 20e eeuw.

## Bron en discografie
- Uitgave Dutton Epoch; Koninklijk Schots Nationaal Orkest o.l.v. Martin Yates